# Čista ljubav (televizijska serija)
Čista ljubav je hrvatska telenovela nastala prema ideji scenaristice Nataše Buljan. Serija je emitirana od 10. rujna 2017. do 14. lipnja 2018. godine na Novoj TV. Serija se emitirala od ponedjeljka do četvrtka u 20:15h.

## Sinopsis
Samohranog oca Tomu Viteza s njihovom zajedničkom kćerkicom Mašom napustila je supruga i majka Helena. Ona se teško nosila s neimaštinom i nedaćama koje su zadesile njenu obitelj, te je za sve krivila Tomu. Kako bi pomogla obitelji, otišla je raditi u Njemačku kao čistačica stana bogatog muškarca. Nedugo nakon odlaska, javlja Tomi kako je u vezi s nadređenim te kako se ne namjerava vratiti u Hrvatsku. Tomo ostaje sam s petogodišnjom kćeri Mašom koju obožava. Sve nepravde i udarci Tomu nisu učinili ogorčenim čovjekom, ali ga jesu učinili opreznijim i sumnjivijim prema životu i drugim ljudima. Povukao se od svega, vratio kući, brine za kćer i zapošljava se kao smetlar u gradskom poduzeću. 
Tomu je jako odredilo odrastanje u sirotištu pored malog mjesta. Nakon što mu roditelji nastradaju u prometnoj nesreći, Tomo odlazi u Dom za nezbrinutu djecu, zajedno sa svojom starijom sestrom Brankom. Tamo upoznaje svog vršnjaka Ranka, koji je kao novorođenče ostavljen pred vratima Doma. Ranko i Tomo su bili prijatelji u sirotištu do ključnog momenta kada je između njih došlo do raskola (Ranko misli da je Tominom krivicom završio u popravnom domu). 
Najveću podršku u životu mu pružaju brižna sestra Branka i najbogatija žena iz mjesta Edita Leskovar, stara prijateljica njegovih pokojnih roditelja. Edita je bila mlada, u braku sa starijim mužem, a Tomin i Brankin otac zgodan, muževan i slatkorječiv. Editi je on bio ljubav života, a ujedno i najveća bol. Ostala je trudna s Tominim ocem i rodila Ranka koga je njena sluškinja Vera, po naređenju njenog muža, dala kao malog u Dom za nezbrinutu djecu, a Edita je ostala u uvjerenju da joj je sin mrtav. Tako Ranko odrasta u uvjerenju da nema obitelj, ni ne sluteći zapravo koliko je blizu svoje prave obitelji.
U Tomin život ubrzo ulazi Sonja, odgajateljica u vrtiću, te ljubavne iskre zafrcaju na prvi pogled. No problem nastaje kad Tomo saznaje kako je Sonja Rankova zaručnica. Ranko je sada poduzetnik i vlasnik caffe bara Fenix, nekadašnjeg Casina As koji je bio maska za bordel. S obzirom na to da Ranko pred Sonjom glumi iskrenog, poštenog i vjernog muškarca, Sonja ni ne sluti kakve je Ranko zapravo naravi. Pored Sonje, Ranko ima i ljubavnicu Snježanu koja se za njega s vremenom vezala i iskreno se zaljubila. Ranko ne mari za njene osjećaje, već je njegov cilj oženiti Sonju.
Uz teško bolesnu majku Jasnu, Sonja ima i mlađeg brata Vladu, te oca Milana koji radi kao Rankov knjigovođa. Cijela obitelj vrši pritisak na Sonju da se napokon skrasi, svatko iz svojih razloga. Kad Sonja shvati kako njezina obitelj ne samo da ovisi o Ranku, već da je i u opasnosti od njega, pristaje na udaju iz straha i osjećaja dužnosti.

## Zanimljivosti
- Serija je sa snimanjem krenula 18. lipnja 2017. godine. Snimala se u Zagrebu, Jastrebarskom i Karlovcu.
- Iako se u seriji spominje kako je Sonja (Tara Rosandić) starija od svog brata Vlade (Marko Petrić), u stvarnosti je Marko Petrić jednu godinu stariji od Tare Rosandić.
- Prva negativna uloga za Momčila Otaševića u hrvatskoj telenoveli.
- Od 79. epizode Janko Popović Volarić utjelovljuje Tomu Viteza umjesto Ivana Hercega.[1]
- Mjesto Vrhovac, u kojem je radnja smještena, zaista postoji u stvarnosti u Karlovačkoj županiji.
- Snimanje serije završilo je 8. ožujka 2018. godine.

## Glumačka postava

### Glavna glumačka postava
| Glumac/ica            | Lik                        |
| --------------------- | -------------------------- |
| Tara Rosandić         | Sonja Vitez (djev. Lončar) |
| Ivan Herceg           | Tomo Vitez                 |
| Janko Popović Volarić | Tomo Vitez                 |
| Momčilo Otašević      | Ranko Novak                |
| Ksenija Pajić         | Edita Leskovar             |
| Nives Celzijus        | Snježana 'Sneki' Mamić †   |
| Dora Arar             | Marija 'Maša' Vitez        |
| Olga Pakalović        | Branka Balog (djev. Vitez) |
| Martina Čvek          | Helena Vitez               |
| Sanja Vejnović        | Jasna Lončar               |
| Saša Anočić †         | Milan Lončar †             |
| Marko Petrić          | Vlado Lončar               |
| Ljubomir Kerekeš      | Zdenko 'Profesor' Majdak   |
| Sementa Rajhard       | Emina Tabaković            |
| Csilla Barath Bastaić | Dina Barić                 |
| Krunoslav Klabučar    | Stjepan 'Štef' Barić       |
| Martina Stjepanović   | Gordana 'Goga' Biškup      |
| Dado Ćosić            | Blaženko 'Blaž' Balog      |
| Asja Jovanović        | Blaženka Balog             |
| Mladen Vulić          | Mario 'Rus' Akrap †        |
| Velibor Topić         | Dominik Orešković †        |

### Gostujuće uloge
| Glumac/ica            | Lik                            |
| --------------------- | ------------------------------ |
| Lana Gojak            | Edita Leskovar u mladim danima |
| Slavko Sobin          | Damir Vitez †                  |
| Sara Moser            | Marija Vitez †                 |
| Mirjana Sinožić       | Nada Tabaković                 |
| Dražen Mikulić        | načelnik Grgić †               |
| Šime Zanze            | policajac Kljaić               |
| Armin Omerović        | Hrvoje Bulić                   |
| Roni Lepej            | Joso                           |
| Davor Svedružić       | kamatar                        |
| Tonka Kovačić         | Branka Vitez kao dijete        |
| Vito Ljubičić         | Ranko Novak kao dijete         |
| Adrian Hajsok         | dječak iz doma                 |
| Dunja Šepčić-Bogner   | Snježanina ginekologinja       |
| Ivica Pucar           | primarijus Gordan Lalić        |
| Sara Duvnjak          | Asja Tabaković †               |
| Josip Klobučar        | liječnik                       |
| Jasna Palić-Picukarić | doktorica Jurić                |
| Alen Šalinović        | Vladin odvjetnik               |
| Matija Jakšeković     | doktor                         |
| Ivona Kundert         | Sara                           |
| Jasna Bilušić         | Ivana Gulić                    |
| Aleksandar Cvjetković | Miroslav Leskovar †            |
| Sandi Cenov           | Lovre Pavić                    |
| Jadranka Elezović     | Milica                         |
| Filip Juričić         | Marcus Pašalić                 |
| Sanja Marin           | Katarina Klarić                |
| Andrej Dojkić         | Andrija Golubić                |
| Biserka Ipša          | Vera Kumrić †                  |
| Mirela Videk          | Vera Kumrić u mladim danima †  |
| Ana Vučak             | djevojka u kafiću              |
| Slaven Knezović       | doktor Vlahov                  |
| Draško Zidar          | sanitarni inspektor            |
| Tomislav Krstanović   | porezni inspektor              |
| Asim Ugljen           | novinar Davor                  |
| Zijad Gračić          | Ercegović                      |
| Marijana Mikulić      | policajka                      |
| Marko Cindrić         | inspektor Šarić                |
| Petar Cvirn           | liječnik                       |
| Željko Duvnjak        | stanodavac                     |
| Ivica Gunjača         | prodavač automobila            |
| Zvonimir Kufek        | automehaničar                  |
| Nikša Marinović       | putnik u vlaku                 |
| Rada Mrkšić           | starica                        |
| Antun Tadić           | starac                         |
| Sven Šestak           | beskućnik                      |
| Ana Takač             | medicinska sestra              |
| Hrvoje Zalar          | direktor banke                 |

## Međunarodna emitiranja
| Zemlja              | TV mreža   | Premijera serije    | Kraj serije         |
| ------------------- | ---------- | ------------------- | ------------------- |
| Hrvatska            | Nova TV    | 10. rujna 2017.     | 14. lipnja 2018.    |
| Srbija              | Prva TV    | 23. listopada 2017. | 22. lipnja 2018.    |
| Srbija              | Prva World | 28. veljače 2018.   | 31. listopada 2018. |
| Crna Gora           | Prva CG    | 30. listopada 2017. | 29. lipnja 2018.    |
| Bosna i Hercegovina | RTV BN     | 27. studenoga 2017. | 25. srpnja 2018.    |
| Bosna i Hercegovina | FTV        | 27. studenoga 2017. | 27. srpnja 2018.    |
| Makedonija          | Sitel      | 27. studenoga 2017. | 13. kolovoza 2018.  |

## Vanjske poveznice
- Čista ljubav u internetskoj bazi filmova IMDb-a